# Anna Noguera Nieto
Anna Noguera Nieto (Girona, 1961) és una arquitecta catalana, ha estat reconeguda per la seva aportació a l'arquitectura contemporània tot combinant innovació i respecte pel patrimoni arquitectònic i destacant per la sostenibilitat i la integració paisatgística en els seus projectes.

## Trajectòria
Anna Noguera es va llicenciar a l'Escola Tècnica Superior d'Arquitectura de Barcelona (ETSAB) l'any 1988. Es va incorporar al Col·legi d'Arquitectes de Catalunya (COAC) el 1989. Durant la seva formació, va obtenir dues beques IAESTE per fer pràctiques a Praga (1985) i a Porto Alegre, Brasil (1987), i una beca Gaspar de Portolà per estudiar les Missions a Califòrnia (1994). Va treballar al despatx d'Elías Torres i Martínez Lapeña entre 1988 i 1991, abans d'establir el seu propi estudi el 1992. Entre 1996 i 2000, va col·laborar amb l'àrea de cultura del COAC de Girona. També va fundar Bennasar-Noguera SCP amb I. Bennasar el 1996, associació que es va mantenir fins a 2008.
Noguera ha complementat la seva pràctica professional amb la formació contínua, assistint regularment a cursos i congressos com les Biennals Europees de Paisatge, seminaris sobre intervenció en el patrimoni arquitectònic, i congressos dedicats a la sostenibilitat, l'arquitectura i la salut. En l'àmbit acadèmic, destaca la seva col·laboració amb l'ETSAB, on ha format part del tribunal del Màster Habilitant en Teoria i Projecte.

## Obres representatives
Una de les seves obres més representatives és el projecte de regeneració urbana al barri del Turó  de la Peira a Barcelona, consistent en la construcció d'un poliesportiu i l'ordenació interior de l'illa La intervenció ha concentrat dos equipaments preexistents en un únic edifici esportiu, alliberant espai i creant un gran jardí que aporta qualitat ambiental i s'ha convertit en un lloc de relació social.El Centre Esportiu es compon de dos grans espais superposats: una piscina climatitzada a la planta semisoterrada i una pista esportiva a la planta superior. El projecte aplica criteris d'arquitectura passiva combinats amb noves tecnologies per aconseguir un equipament d'alta eficiència energètica. El seguiment de l'edifici ha verificat que els costos energètics de manteniment són un terç dels d'un edifici de característiques semblants. Ha rebut  el Premi Ciutat de Barcelona d'Arquitectura i Urbanisme;1r Premi World Architecture Festival (WAF). Edificis Construïts, Edificis esportius; 1r Premi Mapei a l'Arquitectura Sostenible.  També va guanyar el World Architecture Festival,  el primer premi Green Solutions Awards 2020-21 i el Premi Internacional de la Biennal Arquitectura de Quito en arquitectura sostenible el 2022.
Altres obres que també han guanyat premis han estat:
- 2011 1r premi World Architecture News (WAN) en la categoria de disseny d'interiors[13]
- 2021 1r premi concurs d'idees Pavelló l'Illa Diagonal. En construcció (2024)[14]
- 2022 1r premi Concurs d'idees Ajuntament de Viladecans. Piscines exteriors de Viladecans[15]
- 2023 1r premi concurs d'idees Agència de la salut pública de Barcelona[16][17]